# John Hiatt

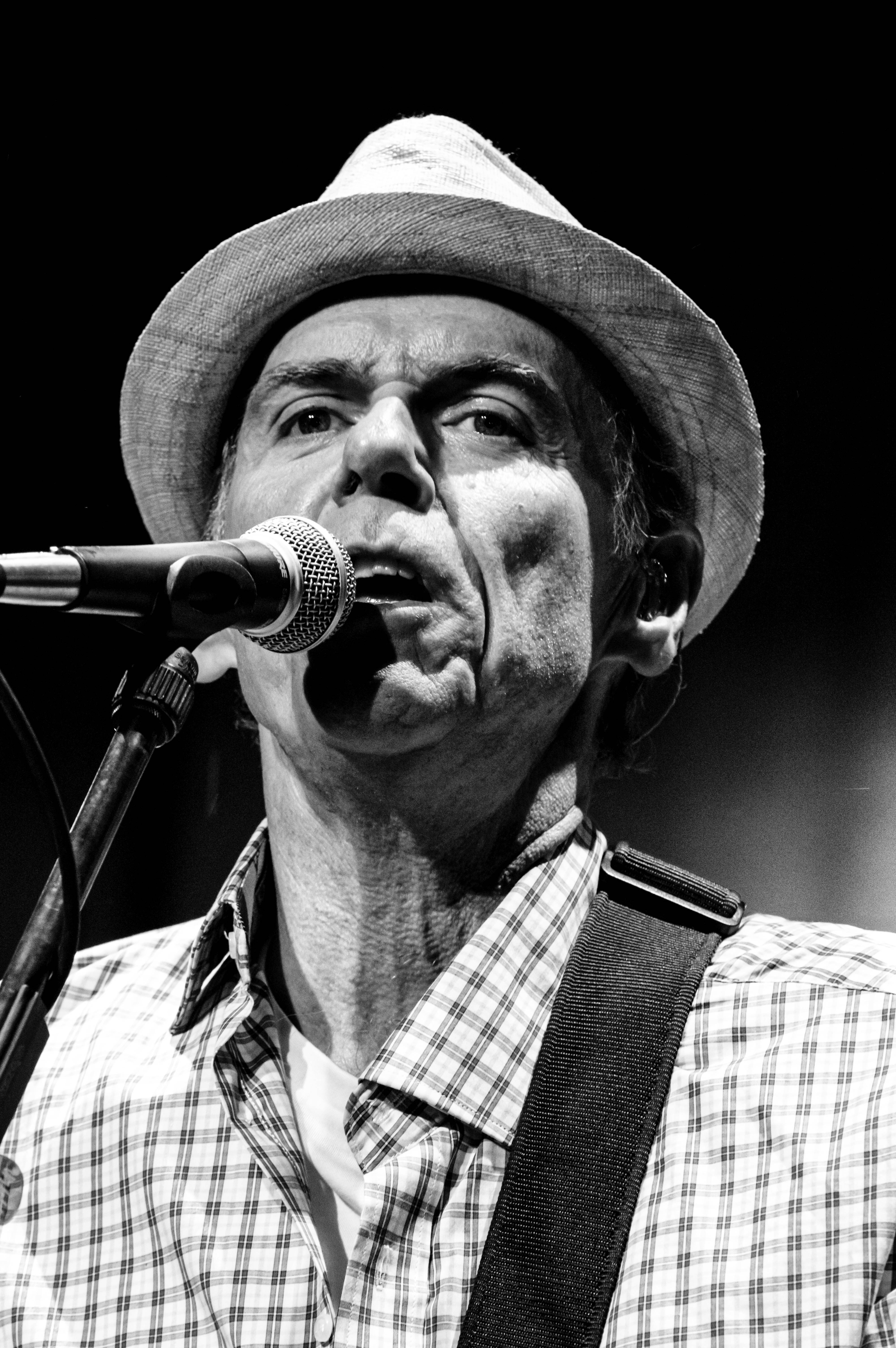
John Hiatt en el Zelt-Musik-Festival 2015 in Friburgo de Brisgovia

John Hiatt (Indianápolis, Indiana, Estados Unidos, 20 de agosto de 1952) es un guitarrista, cantante y compositor estadounidense. Ha tocado una amplia variedad de estilos musicales en sus trabajos, incluyendo new wave, blues y country. Hiatt ha sido nominado en varias ocasiones al premio Grammy y ha sido premiado con otras distinciones de la industria musical. Es actualmente uno de los compositores más influyentes de la música americana.
Hiatt trabajaba como compositor para Tree International, una compañía discográfica de Nashville, cuando su canción «Sure As I'm Sittin' Here» fue versionada por Three Dog Night. La canción se convirtió en un éxito que entró en el top 40 de la lista Billboard Hot 100, lo cual favoreció que el músico fuese contratado por Epic Records. Desde entonces, ha publicado más de una veintena de discos de estudio y sus canciones han sido versionadas por artistas de múltiples géneros musicales, incluyendo Bob Dylan, The Searchers, Delbert McClinton, Willy DeVille, Ry Cooder, Linda Ronstadt, Bonnie Raitt, Eric Clapton, B.B. King, Joe Bonamassa, Willie Nelson, Three Dog Night, Joan Baez, Paula Abdul, Buddy Guy, Desert Rose Band, Jimmy Buffett, Mandy Moore, Iggy Pop, Emmylou Harris, Rodney Crowell, Dave Edmunds, Nick Lowe, The Nitty Gritty Dirt Band, Rosanne Cash, Suzy Bogguss, Jewel, Aaron Neville, Jeff Healey, Keith Urban, Joe Cocker, Chaka Khan y Paulini, entre otros.

## Carrera musical

### Primeros años y carrera
Hiatt nació en 1952 de Ruth y Robert Hiatt, el sexto de siete niños, en una familia católica de Indianápolis. Cuando tenía nueve años su hermano mayor, de 21, se suicidó. Sólo dos años después, su padre falleció tras una larga enfermedad. Para escapar de la tensión de sus primeros años de vida, Hiatt veía carreras de IndyCar y escuchaba a Elvis Presley, Bob Dylan, y músicos de blues. En su juventud, informa Hiatt, él y algunos otros robaron un Ford Thunderbird, pero fue atrapado por los dueños del coche, aunque consiguió escapar haciéndose pasar por autoestopista. Aprendió a tocar la guitarra a los once años, y comenzó su carrera musical en Indianápolis, Indiana cuando era un adolescente. Tocó en una variedad de clubes locales, de los cuales el más notable fue el Hummingbird. Hiatt tocó con una variedad de bandas, incluyendo The Four-Fifths y John Lynch & the Hangmen.
Se trasladó a Nashville, Tennessee a los 18 años y obtuvo trabajo como compositor para la Tree-Music Publishing Company por 25 $ a la semana. Hiatt, que era incapaz de leer o escribir partituras, tuvo que grabar las 250 canciones que escribió para la compañía. También empezó a tocar con el grupo White Duck, como uno de los tres cantantes – compositores de la banda. White Duck tenía ya grabado un álbum antes de la llegada de Hiatt. Escribió e interpretó dos canciones en la segunda grabación del grupo, "In Season", una de las cuales fue el éxito "Train to Birmingham" (1972). Hiatt actuó en vivo en muchos clubes alrededor de Nashville tanto con el grupo White Duck como en solitario.

### Carrera temprana en solitario (1974–78)
Hiatt conoció a Don Ellis de Epic Records en 1973, y celebraron un contrato de grabación, lanzando el primer sencillo, "We Make Spirit", algo más tarde, ese mismo año. También en 1973 Hiatt escribió la canción "Sure As I'm Sitting Here," que fue grabada por el grupo Three Dog Night, y llegó al número 16 en la lista de Billboard de 1974.
Ese mismo año lanzó "Hangin' Around the Observatory", que fue un éxito de crítica, pero un fracaso comercial. Un año más tarde, fue publicado "Overcoats", y cuando también fallo en ventas, Epic rescindió el contrato con Hiatt. Durante los siguientes cuatro años estuvo sin contrato de grabación. En esa época su estilo evolucionó desde el country-rock a la nueva ola y rock influenciado por el estilo de Elvis Costello, Nick Lowe y Graham Parker.

### Los años de MCA/Geffen (1979–1986)
Hiatt fue fichado por el sello MCA en 1979. Publicó dos trabajos para el sello - "Slug Line" (1979) y "Two Bit Monsters" (1980) - ninguno de los cuales tuvo éxito comercial. Recibió un par de buenas críticas por estos álbumes en los Países Bajos. Actuó en el Paradiso en Ámsterdam por primera vez en 1979 (como telonero de Southside Johnny & The Asbury Jukes) y regresó a menudo, construyendo una sólida base de seguidores. En 1982, "Across the Borderline", escrito por Hiatt con Ry Cooder y Jim Dickinson, apareció en la banda Sonora de la película "The Border", cantada por la estrella del country Freddy Fender. La canción fue después incluida en distintos álbumes por Willie Nelson, Paul Young, Rubén Blades y Willy DeVille, entre otros, y también fue utilizada por Bruce Springsteen y Bob Dylan en concierto. Hiatt firmó con Geffen (que después fue absorbido por MCA) en 1982,  donde grabó tres álbumes diversos entre 1982 y 1985. El primero, "All of a Sudden", fue producido por Tony Visconti, quien participó tocando teclados y sintetizadores; sus futuras grabaciones combinarán country e influencias de soul. “Riding With the King” apareció en 1983, producido por Scott Mathews, Ron Nagle y Nick Lowe. Hiatt comenzó a hacer listas de elecciones de críticos, y a construir una larga legión de seguidores europeos. El tema “Riding With the King” (tomado de un extraño sueño de Scott Mathews) fue regrabado dos décadas después por Eric Clapton y B.B. King y fue doble platino.
Durante este período, Rosanne Cash hizo versiones de algunas de las composiciones de Hiatt, llevando "It Hasn't Happened Yet" al Top 20 en las listas de country. En 1983, Cash hizo un dueto con Hiatt con el tema "The Way We Make a Broken Heart" producido por Mathews y Nagle. Cuando Geffen falló en el lanzamiento del sencillo, Cash lo regrabó en 1987 y llegó a número 1 en las listas de country en USA. Willie Nelson también hizo una versión de "It Hasn't Happened Yet" en su álbum de 1981, “Playing to Win”.
Hiatt grabó, a dúo con Elvis Costello, una versión de la canción de Spinners, "Living A Little, Laughing A Little", que apareció en Warming Up to the Ice Age. Poco después de su lanzamiento, Bob Dylan versionó la canción de Hiatt "The Usual", que había aparecido en la banda sonora de la película, Hearts of Fire. Sin embargo, Geffen hizo salir a Hiatt del sello después de que “Ice Age” fallara en las listas.

### Éxito (1987–1989)
Hiatt finalmente llegó al éxito en 1987, cuando publicó "Bring the Family". Para el álbum, Hiatt tuvo una banda de acompañamiento consistente en Ry Cooder, Nick Lowe, y Jim Keltner. Muchas de las canciones del álbum han sido extensamente versionadas , especialmente  "Have a Little Faith in Me," que lo ha sido por un gran número de artistas, incluyendo a Joe Cocker, Delbert McClinton, Jewel, Bill Frisell, Mandy Moore y Bon Jovi; y "Memphis in the Meantime", de la que Carl Perkins y Gragg Allman hicieron una versión. "Thank You Girl" fue un éxito moderado en la radio, pero nada que pudiera hacer que Hiatt recogiera la atención nacional, a pesar de que en la cara B del sencillo interpretó un dueto con Loudon Wainwright III no incluido en el álbum, una versión del éxito de los Temptations, "My Girl" (Hiatt regresó al favor del público con la cara B del sencillo de “Wainwright”,  "Your Mother and I"). Más notablemente, Bonnie Raitt llevaría "Thing Called Love" al número 11 de las listas de USA con su lanzamiento de 1989 "Nick of Time".
Continuando con “Bring the Family”, Hiatt tuvo una serie de nueve discos de estudio entre los éxitos de Billboard 200.
En 1988, regresó al estudio para grabar "Slow Turning", que sería su primer álbum en llegar a la mitad superior del Billboard 200. También sería su único top – ten en una lista, con el título "Tennessee Plates", que llegó al número 8 en la lista Mainstream Rock Tracks, y que fue usado en la banda sonora del director Ridley Scott, ganador del Óscar de los premios de la Academia, para la película Thelma and Louise en 1991. En 1989, The Jeff Healey Band interpretó la canción compuesta por Hiatt "Angel Eyes" que llegó al Top 5 de la lista Billboard Hot 100.

### Años 90 y posterior
En 1992, Cooder, Keltner, y Lowe respaldaron otra vez a Hiatt, pero en esta ocasión llamaron a la banda Little Village, una referencia a la canción de Sonny Boy Williamson II. Las expectativas para el álbum de Little Village eran altas, pero no pudo alcanzar en las listas un puesto tan alto como el último trabajo en solitario de Hiatt, y el grupo se disolvió después de una gira de éxito moderado. 
En 1993, Hiatt grabó “Perfectly Good Guitar” con miembros de los grupos de rock alternativo School of Fish y Wire Train. Hiatt grabó el álbum con el productor Matt Wallace, quien había trabajado más prominentemente con Faith No More, una banda que el hijo de 15 años de Hiatt, Rob, le había recomendado. Fue el álbum de Hiatt que llegó más alto en las listas, el puesto número 47, pero de nuevo no era el verdadero éxito comercial que el sello A & M Records esperaba. En 1993 fue lanzado “Love Gets Strange: The Songs of John Hiatt”, un álbum recopilatorio de versiones de canciones de Hiatt.  Fue seguido por un álbum de temas originales, “Rollin' into Memphis: Songs of John Hiatt”, en 2000, y un segundo recopilatorio con unas pocas canciones originales, “It'll Come To You...The Songs of John Hiatt”, en 2003.
En 1994, Hiatt publicó “Hiatt Comes Alive at Budokan?”, su primer disco oficial en vivo y el último con el sello A&M Records. En 2005 se lanzó un CD/DVD con su actuación en Austin City Limits. Hiatt había publicado previamente dos trabajos promocionales en directo ("official bootlegs"), “Riot with Hiatt” en 1985, y “Live at the Hiatt” en 1993, así como el EP “Live at the Palacein” en 1991. 
Hiatt recibió su primera nominación a los Grammy en 1995 por su álbum “Walk On”. Los siguientes trabajos de Hiatt no obtuvieron ningún impulso en las listas, y observó pequeños cambios en la base de sus seguidores en los últimos años de los 90, indicándole el camino a seguir. En 2000, Hiatt lanzó su primer trabajo independiente con Vanguard Records, “Crossing Muddy Waters”, en el que se observa una fuerte influencia de bluegrass en su música. Más tarde ese año fue nombrado compositor/artista del año en los premios Nashville Music Awards. En 2001,”Crossing Muddy Waters” fue nominado al Grammy en la categoría Mejor Álbum Contemporáneo de Folk, con Davey Faragher y David Immerglück como sus únicos acompañantes. 
En 2002, Hiatt interpretó varias canciones para la banda sonora de la película de Disney “The Country Bears”, en la voz de cantante principal. La película también contó con versiones de canciones Hiatt por Bonnie Raitt y Don Henley.
El álbum de Hiatt, “Master of Disaster”, fue publicado el 21 de junio de 2005. El trabajo fue producido por Jim Dickinson, y Hiatt contó en la banda con el bajista David Hood y algunos miembros de North Mississippi Allstars. El trabajo alcanzó modestas ventas, llegando a estar entre los diez más populares de la lista de álbumes independientes, pero falló en conseguir éxito comercial.
El 12 de febrero de 2008, durante un concierto con Lyle Lovett en National Arts Centre de Ottawa, Canadá, Hiatt dijo que este nuevo trabajo podría titularse “Same Old Man”. Fue lanzado el 27 de mayo de 2008.
El 18 de julio del mismo año Hiatt actuó en Ravinia Park en Highland Park, Illinois, con su hija, Lilly.
En agosto de 2009 apareció en Levon Helm's Ramble at the Ryman cantando "The Weight" en el histórico Ryman Auditorium, de Nashville.
En marzo de 2010 Hiatt publicó “The Open Road”.
Hiatt apareció como artista en “The House of Blues” en el sexto episodio de la segunda temporada de a serie “Treme”, cuyo título fue tomado de su canción “Feels Like Rain”. El episodio fue emitido el 29 de mayo de 2011.
Hiatt presentó a Bonnie Raiit en el Americana Lifetime Achievement Award (Premio Americana a la trayectoria profesional) el 12 de septiembre de 2012. Ambos interpretaron el tema "Thing Called Love" juntos en la ceremonia.
El 25 de septiembre de 2012 Hiatt publicó “Mystic Pinball”, su álbum número 21 de estudio.
También en esa fecha Joe Bonamassa publicó en USA “Beacon Theatre: Live From New York”, en el que incluyó a Hiatt interpretando "Down Around My Place" y "I Know A Place".
El 15 de julio de 2014 Hiatt lanzó “Terms of My Surrender”, su álbum de estudio número 22.

## Premios
2000 Nashville Music Awards: Compositor/Artista del año.
2008 Americana Music Association: Premio a la Trayectoria Professional en la categoría de compositor.
Discografía
- Hangin' Around the Observatory, Epic Records (1974)
- Overcoats, Epic Records (1975)
- Slug Line, MCA Records (1979)
- Two Bit Monsters, MCA Records (1980)
- All of a Sudden, Geffen Records (1982)
- Riding with the King, Geffen Records (1983)
- Warming Up to the Ice Age, Geffen Records (1985)
- Bring the Family, A&M Records (1987)
- Slow Turning, A&M Records (1988)
- Stolen Moments, A&M Records (1990)
- Perfectly Good Guitar, A&M Records (1993)
- Walk On, Capitol Records (1995)
- Little Head, Capitol Records (1997)
- Crossing Muddy Waters, Vanguard Records (2000)
- The Tiki Bar is Open, Vanguard Records (2001)
- Beneath This Gruff Exterior, New West Records (2003)
- Master of Disaster, New West Records (2005)
- Same Old Man, New West Records (2008)
- The Open Road, New West Records (2010)
- Dirty Jeans and Mudslide Hymns, New West Records (2011)
- Mystic Pinball, New West Records (2012)
- Terms of My Surrender, New West Records (2014)